# Club Atlético Independiente 1974
Questa voce raccoglie le informazioni riguardanti il Club Atlético Independiente nelle competizioni ufficiali della stagione 1974.

## Stagione
L'Independiente, guidata da Ferreiro, disputa il Metropolitano nel gruppo B: raggiunge il 5º posto, con 20 punti, e non viene pertanto qualificata al girone finale. Nel Nacional, invece, ottiene la 2ª posizione nel proprio gruppo, il D, e ha la possibilità di giocare il gruppo finale, composto da 8 squadre: il 5º posto finale la lascia a 5 lunghezze dal titolo, vinto con 11 punti dal San Lorenzo. In qualità di vincitrice della Coppa Libertadores 1973, viene ammessa direttamente al girone delle semifinali: inclusa nel gruppo 1 con Peñarol e Huracán, l'Independiente rimane imbattuta, con 2 vittorie e 2 pareggi, e si qualifica alla finale; il gruppo 2 viene vinto dai brasiliani del San Paolo. Nell'agosto 1974 il portiere titolare, Santoro, fu ceduto all'Hércules, in Spagna: fu Carlos Gay a sostituirlo, venendo schierato anche nella tripla finale con il San Paolo. I brasiliani vinsero il primo incontro per 2-1; l'Independiente replicò con la vittoria per 2-0 nella gara di ritorno. Lo spareggio, giocato a Santiago del Cile, vede l'Independiente vincere per 1-0 con gol di Pavoni. Nella Coppa Intercontinentale 1974 cede alla formazione olandese dell'Ajax.

## Maglie e sponsor
| Manica sinistra · Maglietta · Maglietta · Manica destra · Pantaloncini · Calzettoni |

## Rosa
| N. |                      | Ruolo | Calciatore             |
| -- | -------------------- | ----- | ---------------------- |
|    | Argentina (bandiera) | P     | Carlos Gay             |
|    | Argentina (bandiera) | P     | Esteban Pogany         |
|    | Argentina (bandiera) | P     | Miguel Ángel Santoro   |
|    | Argentina (bandiera) | D     | Hugo Abdala            |
|    | Argentina (bandiera) | D     | Roberto Barrera        |
|    | Argentina (bandiera) | D     | Osvaldo Carrica        |
|    | Argentina (bandiera) | D     | Daniel Cuiña           |
|    | Argentina (bandiera) | D     | Miguel Ángel López     |
|    | Uruguay (bandiera)   | D     | Ricardo Pavoni         |
|    | Argentina (bandiera) | D     | Francisco Sá           |
|    | Argentina (bandiera) | D     | Alejandro Semenewicz   |
|    | Argentina (bandiera) | C     | Daniel Bertoni         |
|    | Argentina (bandiera) | C     | Ricardo Bochini        |
|    | Uruguay (bandiera)   | C     | Julio Montero Castillo |
|    | Argentina (bandiera) | C     | Eduardo Commisso       |

| N. |                      | Ruolo | Calciatore             |
| -- | -------------------- | ----- | ---------------------- |
|    | Argentina (bandiera) | C     | Rubén Galván           |
|    | Argentina (bandiera) | C     | Héctor Martínez        |
|    | Argentina (bandiera) | C     | Víctor Palomba         |
|    | Argentina (bandiera) | C     | José Pastoriza         |
|    | Argentina (bandiera) | C     | Miguel Ángel Raimondo  |
|    | Argentina (bandiera) | C     | Hugo Saggioratto       |
|    | Argentina (bandiera) | C     | Raúl Silva             |
|    | Argentina (bandiera) | A     | Agustín Balbuena       |
|    | Argentina (bandiera) | A     | Néstor Diomedi         |
|    | Argentina (bandiera) | A     | Miguel Ángel Giachello |
|    | Argentina (bandiera) | A     | Luis Giribet           |
|    | Argentina (bandiera) | A     | Eduardo Maglioni       |
|    | Argentina (bandiera) | A     | Eduardo Méndez         |
|    | Argentina (bandiera) | A     | Mario Mendoza          |
|    | Argentina (bandiera) | A     | Ricardo Ruiz Moreno    |

## Statistiche

### Statistiche di squadra
| Competizione               | Punti | Totale | Totale | Totale | Totale | Totale | Totale |
| Competizione               | Punti | G      | V      | N      | P      | Gf     | Gs     |
| -------------------------- | ----- | ------ | ------ | ------ | ------ | ------ | ------ |
| Campionato - Metropolitano | 20    | 18     | 7      | 6      | 5      | 38     | 23     |
| Campionato - Nacional      | 31    | 25     | 13     | 5      | 7      | 58     | 28     |
| Libertadores               | 10    | 7      | 4      | 2      | 1      | 12     | 6      |
| Totale                     | 61    | 50     | 24     | 13     | 13     | 108    | 57     |